# فضاء عناوين افتراضية

مساحة من العناوين الافتراضية (بالإنجليزية: virtual address space (VAS))‏ في الحوسبة هي عبارة عن مجموعة من النطاقات بعناوين افتراضية يعطيها ويجعلها نظام التشغيل متوفرة للعملية Process ، هذه المجموعة من النطاقات للعناوين غالبا تبدا عند عنوان ذو قيمة اقل ويمكن ان تمتد إلى عناوين بقيم اعلى حسب ما تسمح به بنية محموعة الاوامر instruction set للمعالج والمدعمة من نظام التشغيل (أو قدرة المؤشر Pointer Size) والتي يمكن ان تكون 4 بايت لنظام 32 - بت أو 8 بايت لنظام التشغيل 64 - بت.

## أمثلة
في الوصف التالي ستكون المصطلحات المستخدمة خاص بنظام تشغيل ويندوز ان تي ولكن المفاهيم تنطبق على الذاكرة الافتراضية لأنظمة التشغيل الأخرى virtual memory .
عندما يتم تنفيذ تطبيق جديد على نظام تشغيل 32 - بت فان العملية سيخصص لها 4 جيبي بايت GiB من مساحة العناوين الافتراضية VAS كل مجموعة واحدة من عناوين الذاكرة (بمساحة تتراوح ما بين 0 إلى 232 − 1)
```
 0      4GB
VAS |----------------------------------------------|
```

```
 0      4GB
VAS |---vvvvvvv------------------------------------|
mapping |-----|
file bytes app.exe
```

```
 0      4GB
VAS  |---vvvvvvv----vvvvvv---vvvv-------------------|
mapping  ||||||| |||||| ||||
file bytes  app.exe kernel user
```

```
  0           4GB
VAS  |---vvvvvvv----vvvvvv---vvvv----vv---v----vvv--|
mapping  |||||||  ||||||  ||||  ||  |  |||
file bytes   app.exe  kernel  user  system_page_file
```

```
     0                      4GB
VAS 1   |---vvvv-------vvvvvv---vvvv----vv---v----vvv--|
mapping    ||||     ||||||   ||||    ||   |    |||
file bytes     app1 app2  kernel   user   system_page_file
mapping             ||||  ||||||   ||||       ||   |
VAS 2      |--------vvvv—vvvvvv---vvvv-------vv---v------|
```

## لينكس
في وحدات المعالجة المركزية إكس 86 يسمح نظام تشغيل لينكس بالفصل بين نطاقات عناويين المستخدم ونطاقات عناويين نواة لينكس بطرق مختلفة:
• التقسيم الرئيسي 3G/1G مستخدم \ نواة
• أو 1G/3G مستخدم \ نواة
• أو 2G/2G مستخدم \ نواة [بحاجة لمصدر]